# PPAP (Pen-Pineapple-Apple-Pen)
PPAP (Pen-Pineapple-Apple-Pen) è un singolo del comico giapponese Pikotaro, pubblicato il 7 ottobre 2016 come primo estratto dall'album in studio omonimo.

## Descrizione
Il mini-brano è in lingua inglese e prese la vetta della Top Singoli in Giappone (settembre 2016), Corea (settembre 2016), USA (agosto 2016), Germania (novembre 2016), Russia (ottobre 2016), Gran Bretagna (dicembre 2016) e infine in Italia a dicembre. La canzone superò le 100 milioni di visualizzazioni su YouTube, e la versione completa 294 milioni di visualizzazioni. Questa canzone venne definita come la nuova Gangnam Style per il suo successo.

## Classifiche
| Classifica (2016-17) | Posizione massima |
| -------------------- | ----------------- |
| Belgio (Fiandre)     | 55                |
| Canada               | 36                |
| Stati Uniti          | 77                |